# Renate Girmes
Renate Girmes (* 1952) ist eine deutsche Bildungswissenschaftlerin und Hochschullehrerin.

## Leben
Von 1970 bis 1974 studierte Girmes an der Universität Münster Deutsch, Englisch und Sozial- und Erziehungswissenschaft und Philosophie.
1974 legte sie die Fachprüfung für das Lehramt für Realschulen in den Fächern Deutsch und Englisch ab.
1978 wurde sie an der Philosophischen Fakultät der Universität Münster promoviert. Thema der Dissertation: Entwicklung und Erfahrung. Ansätze zu einer Theorie der Bildungsprozesse.
In den Jahren 1978 und 1979 war Girmes wissenschaftliche Angestellte am Institut für Erziehungswissenschaft in Münster.
Sie arbeitete dort auf dem Gebiet der Lehre und Forschung im Bereich Didaktik und Schulpädagogik.
Von 1979 bis 1984 war sie wissenschaftliche Angestellte der Gesamthochschule Siegen.
Dort begleitete sie den Schulversuch zur Verbindung des Berufsvorbereitungsjahres mit dem Berufsgrundschuljahr.
1984 und 1985 arbeitete sie als freie Mitarbeiterin für verschiedene Bildungseinrichtungen.
Sie leitete den Fachbereich Pädagogik, Psychologie und Jugend an der Volkshochschule Münster.
Außerdem war sie Dozentin in der Erwachsenenbildung.
Von 1986 bis 1995 war sie wissenschaftliche Angestellte des Landesinstituts für Schule und Weiterbildung in Soest.
1994 habilitierte sie sich mit einer Arbeit zum Thema Sich zeigen & die Welt zeigen. Bildung und Erziehung in posttraditionalen Gesellschaften in Münster.
Sie bekam die Lehrberechtigung und wurde 1995 zum Professor für „Allgemeine Didaktik und Theorie der Schule“ an die Otto-von-Guericke-Universität Magdeburg berufen.
Dort lehrte sie bis zu ihrer Emeritierung im Jahr 2017.

## Forschungsgebiete
Girmes forschte auf den Gebieten
- der aufgabenorientierte Bildung
- des Bildungssystemdesigns
- des Cultural Engineerings
- von Raum und Setting
- des Lern- und Wissensmanagements
- der Wissenschaftskommunikation
- der Berufsentwicklung und Weiterbildung.

Dabei nutzte sie die Kooperation mit
- dem Bundesinstitut für Bau-, Stadt- und Raumforschung – BBSR
- der Kulturwissenschaftlichen Gesellschaft, Sektion Wissenskulturen
- shifthappens splitt wolf & partner consulting
- dem Deutschen Zentralverein homöopathischer Ärzte

Sie leitete unter anderem die Projekte:
- Komplexe Lernaufgaben für die allgemeinbildende Schule – Welträume. Lebensthemen. Menschenskinder!, 1998–1999
- Entwicklung einer neuen Lernkultur, 2001
- Cultural Hacking, 2001–2005
- Interaktion Zukunft – Kultur Bildung Technik, 2005
- Potential und Entwicklungsmöglichkeiten progressiv-innovativer Schulformate für das deutsche Bildungswesen am Beispiel der Futurum Schule in Schweden, 2004–2007
- Dirty Work. Transformation und Kompetenzbildung – Studien zum Anwendungspotential der Kulturwissenschaft(en), 2005–2008
- Hochschule neu denken / Bologna-Prozess, 2006–2009
- Bildungssystemdesign am Beispiel der Bildungssystementwicklung für Mosambik, 2007–2011
- Innovative Lernsysteme: Bildungskultur im Zeitalter der digitalen Medien und deren Auswirkung auf das formale Bildungssystem, 2011–2014
- Den spezialisierten Anderen verstehen: Begegnungen jenseits disziplinärer Gehege, 2014
- Cultural Engineering in Russland: Einführung des Master-Studiengangs „Cultural Engineering“ an der Polytechnischen Universität Tomsk, 2013–2015
- Schulentwicklung durch aktivierende Lernangebote, 2012–2017
- GENUSSdenken – eine bildungs- und kulturästhetische Theoretisierung, 2013–2018
- Aufgabenorientierte UmGestaltung des Lehrangebots der Schule, speziell der Übergang von Primar- zur Sekundarstufe I, 2015–2020[1][2][3]

## Ämter, Aktivitäten und Mitgliedschaften
Seit 1978 ist Girmes Mitglied der Deutschen Gesellschaft für Erziehungswissenschaft.
Zusätzlich arbeitet sie in den Kommissionen Schulpädagogik und Bildungs- und Erziehungsphilosophie.
Von 1979 bis 1994 war Girmes Lehrbeauftragte für Erziehungswissenschaft an der Universität Münster.
Sie war dort verantwortlich für die Bereiche Didaktik, Historische Pädagogik, Schulpraktische Studien, Bildungsforschung und Theorie der Schule.
Von 1993 bis 1995 hatte Girmes eine Akademische Ratsstelle am Fachbereich Erziehungswissenschaft der Universität Münster inne.
Sie führte Lehrveranstaltungen in den Bereichen Allgemeiner Erziehungswissenschaft und Theorie der Schule durch.
Außerdem engagiert Girmes sich im Professorenkollegium Emeritio, das sich der allgemeinverständlichen Wissensweitergabe an breite Bevölkerungsschichten widmet.

## Schriften (Auswahl)
- Der Wert der Bildung. Menschliche Entfaltung jenseits von Knappheit und Konkurrenz, Ferdinand Schöningh, 2012, ISBN 978-3506776372
- (Sich) Aufgaben stellen: Professionalisierung von Bildung und Unterricht, Kallmeyer, 2004, ISBN 978-3780010063
- Sich zeigen und die Welt zeigen. Bildung und Erziehung in posttraditionalen Gesellschaften, Leske + Budrich Verlag, 1997, ISBN 978-3810017819
- Entwicklung und Erfahrung. Ansätze zu einer Theorie der Bildungsprozesse, Klett-Cotta, 1988, ISBN 978-3129328101

### Youtube-Filme
- Renate Girmes: Lust auf Bildung durch Aufgaben, die sich wirklich stellen, 2017
- Renate Girmes (Magdeburg): "Cultural Engineering", 2017
- Renate Girmes: Aufgaben werden dann bedeutsam, wenn Handlungsbedarf besteht, 2017
- Abschiedsvorlesung Prof. Dr. Renate Girmes, 2017
- Handlung und System: Erschließung und Nutzung menschlicher Entfaltungsmöglichkeiten durch Form, 2017
- Handlung und System: Medialität - Narration und Diskurs, 2017
- Handlung und System: Meister der Formen - aber bitte mit Methode, 2017
- Handlung und System: Menschliche Formierung und Formgebung durch Wissen, 2017
- Handlung und System: Formen reflektieren - mit Mitteln der Kunst und weiteren, 2017
- Handlung und System: Mit Wissen Objekte, Welt und Subjekte entfalten, 2017
- Textonia-Gesprächsreihe Wissen macht Gesellschaft Ankündigung von Prof. Dr. Renate Girmes.mpg, 2012